# Comuna Bregovo, Vidin
Bregovo (în bulgară Брегово) este o comună în regiunea Vidin, Bulgaria, formată din orașul Bregovo și satele Balei, Deleina, Gămzovo, Kalina, Kosovo, Kudelin, Rakitnița, Tianovți și Vrăv. 

## Demografie
Componența etnică a comunei Bregovo
     Romi (2,75%)
     Bulgari (93,34%)
     Nicio identificare (2,7%)
     Altele (1,77%)
La recensământul din 2011, populația comunei Bregovo era de 5.514 locuitori. Din punct de vedere etnic, majoritatea locuitorilor (93,34%) erau bulgari, cu o minoritate de romi (2,75%). Pentru 2,7% din locuitori nu este cunoscută apartenența etnică.